# مباركة (اسم)
اسم مباركة علم مؤنث وهو اسم عربي ويكتب باللغة الإنجليزية  Mubarakah

## معنى الاسم
اسم علم مؤنث عربي، ومعنى مُبَارَكَة من ينال البركة ومباركة من حلت عليها البركة الخير والنماء. والزيادة والمدينة المنورة يطلق عليها مباركة

## ورود اسم مباركة في القران
- {اللَّهُ نُورُ السَّمَاوَاتِ وَالْأَرْضِ ۚ مَثَلُ نُورِهِ كَمِشْكَاةٍ فِيهَا مِصْبَاحٌ ۖ الْمِصْبَاحُ فِي زُجَاجَةٍ ۖ الزُّجَاجَةُ كَأَنَّهَا كَوْكَبٌ دُرِّيٌّ يُوقَدُ مِنْ شَجَرَةٍ مُبَارَكَةٍ } سورة النور (٣٥)
- {{فَإِذَا دَخَلْتُمْ بُيُوتًا فَسَلِّمُوا عَلَىٰ أَنْفُسِكُمْ تَحِيَّةً مِنْ عِنْدِ اللَّهِ مُبَارَكَةً طَيِّبَةً ۚ} سورة النور (٦١)
- {إِنَّا أَنْزَلْنَاهُ فِي لَيْلَةٍ مُبَارَكَةٍ ۚ} سورة الدخان (٣)
- {فَلَمَّا أَتَاهَا نُودِيَ مِنْ شَاطِئِ الْوَادِ الْأَيْمَنِ فِي الْبُقْعَةِ الْمُبَارَكَةِ} سورة القصص (٣٠)

## ورود لفظ مباركة في الحديث
- [إنها مباركةٌ إنها طعامُ طُعمٍ وشفاءُ سُقمٍ]

المقصود بالمباركة: ماء زمزم
- [كلوا الزيتَ وادهنوا به فإنَّه من شجرةٍ مباركةٍ]

المقصود بالمباركة : شجرة زيت الزيتون
- دعوة الرسول صلى الله عليه وسلم لأهل المدينة بالبركة فقال:(اللهم حبب إليناالمدينة كحبنا مكة أو أشد، وبارك لنا في صاعها ومُدِّها)

## اماكن واسماء باسم مباركة
- مباركة هي مدينة تقع في إيران
- مباركة (برزاوند) قرية تقع في إيران
- مباركة (مشيز بردسير) قرية تقع في إيران
- مباركة (تيران وكرون) قرية تقع في إيران
- مباركة بوعيدة سياسية مغربية
- مباركة النعيمي لاعبة تنس قطرية مواليد 13 أبريل 2001،
- مباركة (فيلم) فلم مغربي من إخراج محمد زين الدين سنة 2018،
- مباركة الجوف هو تعليم مقدس خاص بالكنيسة الكاثوليكية الرومانية